# بوب هانسن (لاعب كرة قاعدة)
بوب هانسن (بالإنجليزية: Bob Hansen)‏ هو لاعب كرة قاعدة أمريكي، ولد في 26 مايو 1948 في ماساتشوستس في الولايات المتحدة.

## وصلات خارجية
- بوب هانسن على موقع الدوري الياباني لكرة القاعدة (الإنجليزية)
- بوب هانسن على موقعبيزبول رفرنس.كوم (الدوري الرئيسي) (الإنجليزية)
- بوب هانسن على موقعبيزبول رفرنس.كوم (الدوري الثانوي) (الإنجليزية)